# Giã từ vũ khí

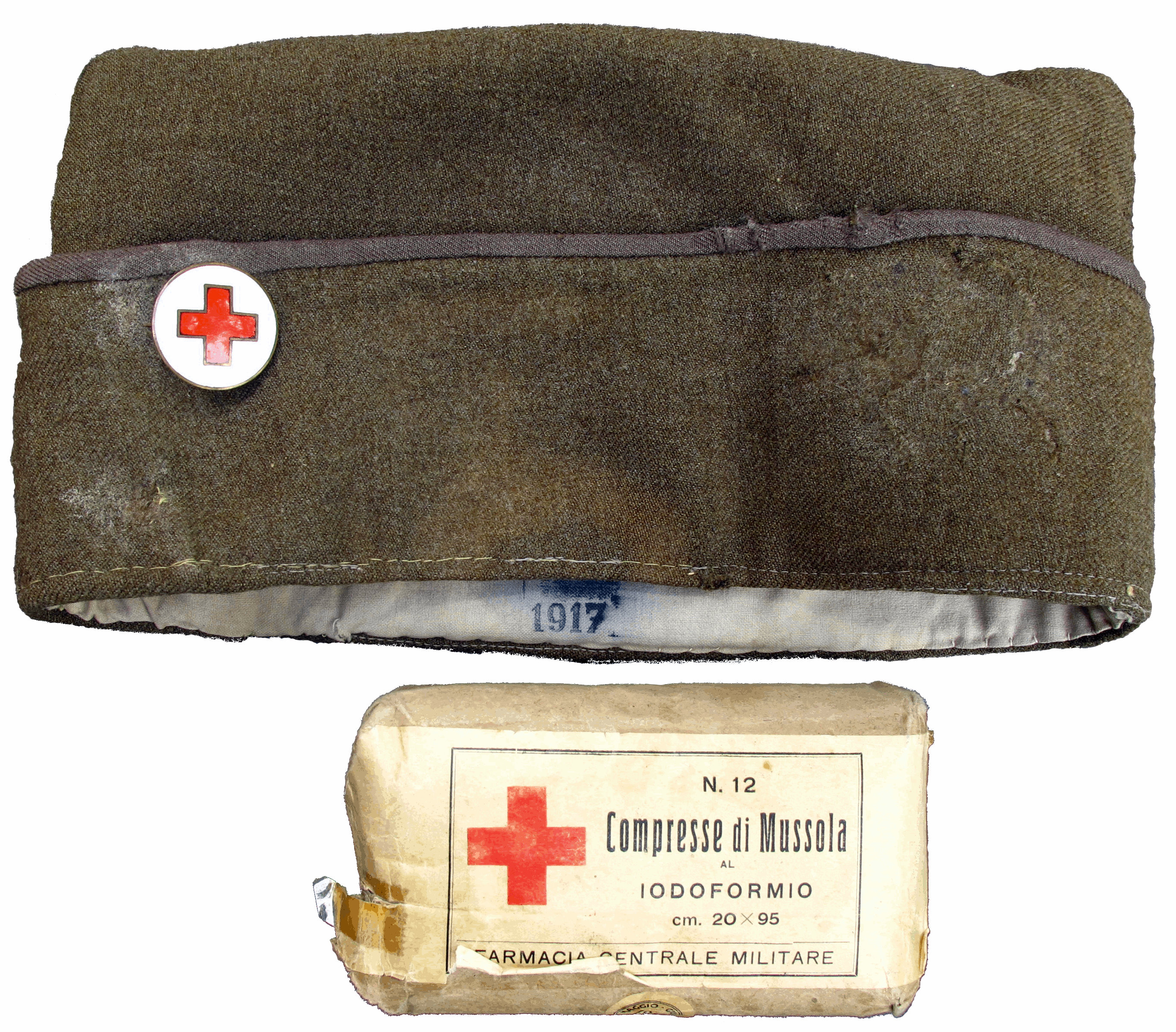
Đội cứu thương lấy mũ từ tay Hemingway

Giã từ vũ khí (tiếng Anh: A Farewell to Arms) là một tiểu thuyết bán tự truyện của nhà văn Ernest Hemingway viết 1929. Phần lớn cuốn tiểu thuyết này được viết tại nhà bố mẹ vợ Hemingway ở Piggott, Arkansas. Được nhiều nhà phê bình xem là một trong những tiểu thuyết chiến tranh vĩ đại nhất mọi thời đại, câu chuyện được thuật lại thông qua lời kể của trung úy Frederic Henry, một người Mỹ nhưng lái xe cứu thương trong quân đội Ý vào thời Chiến tranh thế giới thứ nhất.

## Tóm tắt nội dung
Tiểu thuyết này được chia thành 5 phần: phần 1, Henry gặp Catherine Barkley và mối tình của họ chớm nở. Trong thời gian phục vụ trên mặt trận Italia, Henry bị thương vào đầu gối do đạn pháo nên anh được chuyển tới một bệnh viện ở Milano. Phần 2 kể lại sự phát triển mối tình của Henry và Catherine khi họ sống bên nhau tại Milano trong mùa Hè. Henry ngày càng yêu Catherine, rồi đến khi anh lành vết thương, Catherine đã có thai 3 tháng. Trong phần 3, Henry trở về đơn vị của mình, nhưng chẳng bao lâu sau thì quân Đức phá vỡ mặt trận Ý khiến quân Ý tháo chạy hỗn loạn. Sau khi bị tụt lại đằng sau, Henry cố bắt kịp đơn vị, nhưng anh lại bị hiến binh Ý bắt giữ và mang đi xử tử, vì bị buộc tội "phản bội", góp phần dẫn đến thất bại của quân Ý. May mắn là Henry trốn thoát được bằng cách nhảy xuống sông. Trong phần 4, Catherine và Henry đoàn tụ và bỏ trốn đến Thụy Sĩ bằng cách chèo thuyền qua biên giới. Trong phần cuối, Henry và Catherine sống cuộc đời bình lặng tại vùng núi, cho tới khi Catherine sinh con. Sau một cơn đau đẻ dài và khó nhọc, con trai của họ chết trong bụng mẹ, còn Catherine thì bị băng huyết mà chết, bỏ lại Henry một mình ngậm ngùi quay về nhà trọ trong cơn mưa tầm tã (Catherine vốn rất thích nhìn trời mưa).

## Nhân vật chính
- Trung úy Frederic Henry, thường được gọi là Tenente (tức trung úy), là nhân vật chính, và là người thuật lại câu chuyện. Henry là một người Mỹ tình nguyện lái xe cứu thương trong quân đội Ý. Thông qua Henry, người đọc có thể thấy hình mẫu "anh hùng" của Hemingway định hình: Henry là một người khắc kỷ, kiên cường chống chọi lại sức ép và khổ ải; anh nhẹ nhàng tránh những lời khen ngợi đóng góp của mình cho cuộc chiến; bình tĩnh dưới làn đạn; thực hiện nhiệm vụ được giao. Anh là "người bạn đích thực của cánh đàn ông" khi chủ đề là rượu và phụ nữ. Anh có vẻ hào hứng tham gia vào những chuyện tếu hàng ngày của cánh quân nhân. Anh bị thu hút bởi lòng tốt giản đơn của vị cha xứ, người cũng giống như Henry (là người không sùng đạo), vẫn trung thành với niềm tin của mình dù sự khủng khiếp của chiến tranh luôn hiển hiện ở bên. Dù rằng anh vui thích với tính cách hồ hởi của bạn anh, Rinaldi, nhưng anh vẫn ngại tính thích hôn khi gặp mặt của anh này.
- Catherine Barkley đã quen với sự nghiệt ngã của số phận. Cô phải từ chối lời cầu hôn khi chiến tranh nổ ra, rồi người yêu cô bị hy sinh trên chiến trường. Cô là một nữ y tá giỏi người Anh, có tình cảm sâu sắc. Nhu cầu sinh lý và mong muốn bầu bạn giản đơn của cô có những lúc xung khắc với đòi hỏi công việc buộc cô phải dành thời gian cho người bệnh. Cũng giống như người hùng kiểu mẫu, cô xoay xở nhẹ nhàng, tìm cách thỏa mãn đòi hỏi từ cả hai phía. Người theo tư tưởng nữ quyền nhìn thấy ở Catherine người phụ nữ hoàn hảo của Hemingway: khôn ngoan và thích chế giễu đủ điều, nhưng sự sáng suốt của cô vẫn phải nhường bước cho dục vọng bản thân. Cũng như Henry hy sinh tuổi xuân và sức lực cho cuộc chiến tranh, sự anh hùng của Catherine thể hiện ở việc cô bất kể nguy cơ mang thai khi quan hệ tình dục, và chấp nhận sự đau đớn cũng như cái chết khi sinh con không một lời than vãn.
- Rinaldi là một y sĩ, mà qua đó Hemingway vẽ nên hình mẫu người đàn ông Ý. Được phác họa phần nào có vẻ hiếu chiến, Rinaldi luôn tỏ ra hồ hởi, không bận tâm đến những tiểu tiết đáng lẽ có thể làm anh mất đi vẻ rộng rãi và tốt bụng của mình. Anh chàng thích rượu và phụ nữ, luôn vác theo một chai rượu và một câu chuyện tiếu lâm dung tục cho anh bạn Henry của mình khi Henry còn đang dưỡng thương. Anh thích giải phẫu, xem đó là một sự thách thức thú vị; và luôn chào mừng Henry bằng một nụ hôn kiểu Âu châu. Rinaldi cũng là một anh hùng kiểu mẫu, mà qua anh, Hemingway khám phá ra một kiểu cách đàn ông, khác với hình mẫu đàn ông Anh-Mỹ, khi đối đầu với nghịch cảnh: hình ảnh nước Ý bị tổn thương, nhưng với tinh thần vui sống, bất chấp hiểm nguy, luôn sống hết mình.

## Chuyển thể thành phim
- Cuốn tiểu thuyết được Laurence Stallings chuyển thể thành phim năm 1930.
- Bộ phim "Giã từ vũ khí" (sản xuất năm 1932) được đề cử giải Oscar cho phim có hình ảnh đẹp nhất. Kịch bản phim được viết bởi Oliver H.P. Garrett và Benjamin Glazer, đạo diễn Frank Borzage, và Richard Wagner soạn nhạc. Diễn viên chính Helen Hayes, Gary Cooper và Adolphe Menjou [1].
- Bộ phim "Giã từ vũ khí" (sản xuất năm 1957) với diễn viên chính Rock Hudson, Jennifer Jones và Vittorio De Sica được đạo diễn bởi Charles Vidor và John Huston. De Sica được đề cử Oscar cho diễn viên phụ xuất sắc nhất[2].
- Đài BBC cho chiếu bộ phim, được rút gọn so với nguyên bản - biên tập bởi Giles Cooper, đạo diễn Rex Tucker, diễn viên Vanessa Redgrave và George Hamilton - ngày 15 tháng 2 năm 1966 [3].

## Bản dịch tiếng Việt
- Giã từ vũ khí, Giang Hà Vỵ dịch, Nhà xuất bản Cà Mau 1987, Nhà xuất bản Văn hoá thông tin tái bản 2001
- Giã từ vũ khí, Nguyễn Tuấn Khanh dịch, Nhã Nam + Nhà xuất bản văn học 2020